# Бел Артур (Северна Каролина)
Бел Артур (енгл. Bell Arthur) насељено је место без административног статуса у америчкој савезној држави Северна Каролина.

## Демографија
По попису из 2010. године број становника је 466.
| Група             | 2000.    | 2010.       |
| Белци             | 0 (0,0%) | 285 (61,2%) |
| Афроамериканци    | 0 (0,0%) | 156 (33,5%) |
| Азијати           | 0 (0,0%) | 5 (1,1%)    |
| Хиспаноамериканци | 0 (0,0%) | 19 (4,1%)   |
| Укупно            | 0        | 466         |